# Orwar Lindwall
Lars Orwar Martin Lindwall, även stavat Orvar, född 10 augusti 1941 i Lund, är en svensk fäktare. Han tävlade för Djurgårdens IF, Stockholms Allmänna Fäktförening, Föreningen för fäktkonstens främjande och Östra Reals IF.
Lindwall tävlade i både florett och värja för Sverige vid olympiska sommarspelen 1960 i Rom. I florett åkte han ut i den första omgången och blev oplacerad. Lindwall var även med i Sveriges lag i lagtävlingen i värja, där Sveriges slutade på femte plats. Vid olympiska sommarspelen 1964 i Tokyo tävlade Lindwall i endast värja. Individuellt slutade han på sjunde plats och i lagtävlingen var han en del av Sveriges lag som slutade på fjärde plats. Vid olympiska sommarspelen 1968 i Mexico City tävlade Lindwall återigen i värja. Individuellt slutade han på 17:e plats och han var även en del av Sveriges lag som slutade på nionde plats.
Lindwall tog brons i JVM i värja 1961. Han deltog i världsmästerskapen i fäktning 1959, 1961, 1962, 1963, 1965, 1967 och 1970. Lindwall deltog även i lagtävlan 1961, 1962, 1963, 1965 och 1967, där Sverige tog silver 1962 samt brons 1961.
Han tog SM-guld i värja 1963 tävlades för Djurgårdens IF. Lindwall tog SM-guld i lagvärja 1964 och 1965 tävlande för Föreningen för fäktkonstens främjande. Han tog SM-guld i florett 1958 tävlande för Östra Reals IF och 1970 tävlande för Stockholms Allmänna Fäktförening. Lindwall tog SM-guld i lagflorett 1963 och 1964 tävlande för Föreningen för fäktkonstens främjande samt 1970 och 1971 tävlande för Stockholms Allmänna Fäktförening.
1969 blev Lindwall utnämnd till förbundskapten för landslaget i fäktning. 1976 avgick han som förbundskapten för att studera till idrottslärare vid GIH. Det svenska landslaget tog under Lindwalls ledning bland annat ett OS-guld och fyra VM-guld. Totalt var han ledare/tränare för det svenska fäktlandslaget vid fem olympiska spel: 1972, 1976, 1980, 1984 och 1992.
1965 tilldelades Lindwall Stora grabbars märke. Han har även erhållit Svenska Fäktförbundets högsta utmärkelse flera gånger, Stockholms Idrottsförbunds högsta utmärkelse, Stockholms Fäktförbunds högsta utmärkelse samt 1995 tilldelades han Riksidrottsförbundets högsta utmärkelse för en lång ledarkarriär.